# جزبل تپه‌ای
جزبل تپه‌ای گونه‌ای پروانه با جثه میانه‌است که در تیره کاهی‌بالان و سرده هاشوربالان قرار دارد. ارتفاعات هند زیستگاه این حشره‌است.